# Alexander Wernicke

Alexander Wernicke, Foto

Friedrich Alexander Wernicke (* 3. Januar 1857 in Görlitz; † 30. März 1915 in Braunschweig) war ein deutscher Schulmann und Hochschullehrer.

## Leben
Alexander Wernicke wurde 1857 in Görlitz in der Oberlausitz geboren. Sein Vater Adolph Wernicke (1829–1895) war Gewerbelehrer und späterer Direktor der Oberrealschule in Gleiwitz in Oberschlesien. Nach dem 1874 bestandenen Abitur studierte Wernicke von 1875 bis 1879 und 1881 Mathematik, Naturwissenschaften, Philosophie und Germanistik in Heidelberg, Berlin und Göttingen. Er legte in Berlin das Staatsexamen ab und wurde 1879 zum Dr. phil. promoviert. Nach dem Militär- und Probejahr habilitierte er sich 1881 an der Technischen Hochschule Braunschweig für Mathematik und Philosophie mit einer Arbeit zur Kantforschung. Er war in Braunschweig ab 1882 als Gymnasiallehrer und ab 1891 als Dozent am Pädagogischen Seminar tätig. Daneben hielt er weiterhin Vorlesungen an der Technischen Hochschule, wo er 1890 zum außerordentlichen Professor für Mechanik ernannt wurde.
Wernicke wurde 1894 zum Direktor der Oberrealschule, der späteren Herzog-Johann-Albrecht-Oberrealschule (ab 1913) und heutigen Hoffmann-von-Fallersleben-Schule, berufen. Er setzte sich für die Gründung einer zweiten Oberrealschule, der 1909 ins Leben gerufenen Städtischen Realschule für Jungen und späteren Gaußschule (seit 1911), ein. Wernicke förderte die Einrichtung des kaufmännischen Fortbildungswesens. Er erhielt den Titel eines Oberschulrates für seine Mitarbeit in der Schulbehörde. Wernicke machte sich einen Namen als Kämpfer für ein gleichberechtigtes Nebeneinander der höheren Schulformen. Als Pädagoge sah Wernicke die Schulreform als Teil der Sozialreform an. Sein Ziel war die philosophische Durchdringung des mathematischen Unterrichts und die Erziehung zu einem tätigen Idealismus auf dem Grunde eines nationalen Humanismus. Er war von 1906 bis 1908 Vorsitzender des Vereinsverbandes der akademisch gebildeten Lehrer Deutschlands. In der 1908 gegründeten Internationalen Mathematischen Unterrichtskommission (IMUK) setzte er sich für die Verbindung von Mathematikunterricht und philosophischer Propädeutik ein. Wernicke wohnte zuletzt in der Straße Hintern Brüdern in Braunschweig. Dort starb er im März 1915 im Alter von 58 Jahren.

## Schriften (Auswahl)
- Die Theorie des Gegenstandes und die Lehre vom Dinge-an-sich bei Immanuel Kant. 1881.
- Die Philosophie als descriptive Wissenschaft. Goeritz und zu Putlitz, Braunschweig 1882.
- Grundzüge der Elementar-Mechanik. 1883.
- Kultur und Schule. 1896.
- mit Max Osterloh: Das Unterrichtsgebäude für Physik und Chemie der Städtischen Oberrealschule zu Braunschweig. Meyer, Braunschweig 1897. (Digitalisat)
- Das Gymnasium und sein sogenanntes Monopol. In: Pädagogisches Archiv, Monatsschrift für Erziehung und Unterricht, zugleich Centralorgan für die gesamten Interessen des Realschulwesens, 39, 6 (1897), S. 413–440.
- Richard Wagner als Erzieher. H. Beyer, 1899.
- Weltwirtschaft und Nationalerziehung. 1900.
- Lehrbuch der Mechanik fester Körper. 3 Bände. 1901–1903.
- Kant ... und kein Ende?. Joh. Heinr. Meyer, Braunschweig 1907.
- Die Oberrealschule und die Schulreformfragen der Gegenwart. Teubner, 1910.
- Mathematik und philosophische Propädeutik. Teubner, Leipzig 1912.